# (39348) 2002 AE117
2002 أي إي 117 (ويعرف أيضًا باسم (39348) 2002 أي إي 117 وفق تسمية الكوكب الصغير) (بالإنجليزية: 2002 AE117)‏ هو كويكب ضمن حزام الكويكبات؛ وترتيبه 39348 من حيث الاكتشاف.
اكتُشف هذا الجُرم الفلكي بواسطة بحث لنكولن عن الكويكبات القريبة من الأرض في 9 يناير 2002.

## وصلات خارجية
- (39348) 2002 AE117 في قاعدة بيانات مختبر الدفع النفاث لأجرام النظام الشمسي الصغيرة

- الاكتشاف · مخطط المدار ·  العناصر المدارية · المعلمات المادية

- (39348) 2002 AE117 على موقع ويكي سكاي: DSS2, SDSS, GALEX, IRAS, Hydrogen α, X-Ray, Astrophoto, Sky Map, Articles and images